# Гай Юлий Вер Максим
Гай Юлий Вер Максим (лат. Gaius Julius Verus Maximus) — римский император с титулом цезаря в 236—238 годах.
Максим был сыном императора Максимина I Фракийца и Цецилии Паулины. Максимин I Фракиец назначил своего сына наследником в 236 году.
Жестокость методов его отца и финансовые вымогательства его чиновников вызвали против него восстание сначала в Африке, потом в Италии и Риме. Максимин I Фракиец двинулся с войском на Италию, но при затягивающейся осаде Аквилеи был убит 24 июня 238 года вместе со своим сыном восставшими легионерами.
По свидетельству Геродиана, часть легионеров, лагерь которых находился у Альбанской горы, сговорилась между собой убить Максимина, чтобы избавиться от длительной и бесконечной осады и больше не опустошать Италию ради всеми осуждённого и ненавистного тирана. Собравшись с духом, они в полдень приблизились к императорской палатке. Максимин вышел, чтобы поговорить с ними, но они, не дав ему даже раскрыть рта, тут же на месте умертвили и его самого, и его сына. Затем были перебиты все его полководцы и друзья, а трупы их брошены без погребения. Головы Максимина и его сына были отправлены в Рим.